# Абрамцево (Сергієво-Посадський район)
Абра́мцево — село (з 1952 до 2004 року — дачне селище) в міському поселенні Хотьково Сергієво-Посадського району Московської області Росії. Розташоване на березі річки Воря, поблизу міста Сергієв Посад. Населення   — 235 жителів (2006).
У селі є залізничні платформи Радонеж та Абрамцево. Село вдоме музеєм-садибою «Абрамцево» (1 км від платформи Абрамцево). Сільська адміністрація знаходиться за 700 м від платформи Радонеж.

## Пам'ятки
- Головна будівля садиби (18 ст.)
- Маленька церква, збудована за проектом В. М. Васнецова
- «Хатинка на курячих ніжках»
- «Майоліковий диван»
- Садибний парк